# Résilience de la chaîne d'approvisionnement
 (mai 2021).
La mise en forme du texte ne suit pas les recommandations de Wikipédia : il faut le « wikifier ».
Les points d'amélioration suivants sont les cas les plus fréquents :
- Les titres sont pré-formatés par le logiciel. Ils ne sont ni en capitales, ni en gras.
- Le texte ne doit pas être écrit en capitales (les noms de famille non plus), ni en gras, ni en italique, ni en « petit »…
- Le gras n'est utilisé que pour surligner le titre de l'article dans l'introduction, une seule fois.
- L'italique est rarement utilisé : mots en langue étrangère, titres d'œuvres, noms de bateaux, etc.
- Les citations ne sont pas en italique mais en corps de texte normal. Elles sont entourées par des guillemets français : « et ».
- Les listes à puces sont à éviter, des paragraphes rédigés étant largement préférés. Les tableaux sont à réserver à la présentation de données structurées (résultats, etc.).
- Les appels de note de bas de page (petits chiffres en exposant, introduits par l'outil «  Source ») sont à placer entre la fin de phrase et le point final[comme ça].
- Les liens internes (vers d'autres articles de Wikipédia) sont à choisir avec parcimonie. Créez des liens vers des articles approfondissant le sujet. Les termes génériques sans rapport avec le sujet sont à éviter, ainsi que les répétitions de liens vers un même terme.
- Les liens externes sont à placer uniquement dans une section « Liens externes », à la fin de l'article. Ces liens sont à choisir avec parcimonie suivant les règles définies. Si un lien sert de source à l'article, son insertion dans le texte est à faire par les notes de bas de page.
- La présentation des références doit suivre les conventions bibliographiques. Il est recommandé d'utiliser les modèles {{Ouvrage}}, {{Chapitre}}, {{Article}}, {{Lien web}} et/ou {{Bibliographie}}. Le mode d'édition visuel peut mettre en forme automatiquement les références.
- Insérer une infobox (cadre d'informations à droite) n'est pas obligatoire pour parachever la mise en page.

Pour une aide détaillée, merci de consulter Aide:Wikification.
Si vous pensez que ces points ont été résolus, vous pouvez retirer ce bandeau et améliorer la mise en forme d'un autre article.
Pour les articles homonymes, voir Résilience.
La résilience de la chaîne d'approvisionnement est « la capacité d'une chaîne d'approvisionnement à persister, s'adapter ou se transformer face au changement ». C'est un concept populaire dans la gestion contemporaine de la chaîne d'approvisionnement.

## Origines
Depuis le début du millénaire environ, la gestion des risques liés à la chaîne d'approvisionnement a tenté de transférer les approches traditionnelles de gestion des risques du système "entreprise" au système "chaîne d'approvisionnement". Cependant, l'évolutivité des étapes traditionnelles de gestion des risques (identification, évaluation, traitement et suivi des risques) atteint rapidement ses limites: il est tout à fait possible d'identifier tous les risques imaginables au sein d'une entreprise; Cependant, une chaîne d'approvisionnement se compose souvent de milliers d'entreprises - la tentative d'identifier tous les risques possibles dans ce système est donc beaucoup plus complexe, voire en vain. Il a donc été avancé que la complexité des chaînes d'approvisionnement nécessite des mesures complémentaires telles que la résilience de la chaîne d'approvisionnement. La résilience est capable de faire face à toutes sortes de changements et concerne donc moins l'identification de risques spécifiques mais davantage les caractéristiques du système.

## Interprétations de la résilience de la chaîne d'approvisionnement

### Résilience au sens de la résilience technique
Pendant longtemps, l'interprétation de la résilience au sens de la résilience technique (engineering resilience) a prévalu dans la gestion de la chaîne d'approvisionnement. Il est implicite ici qu'une chaîne d'approvisionnement est un système fermé qui peut être contrôlé, semblable à un système conçu et planifié par des ingénieurs (par exemple, un réseau de métro). Les attentes placées sur les managers se rapprochent de celles placées sur les ingénieurs, qui doivent réagir rapidement en cas de perturbation afin de restaurer le plus rapidement possible l'état idéal et d'origine du système. Une mise en œuvre populaire de cette idée dans la gestion de la chaîne d'approvisionnement est donnée en mesurant le temps de survie (time-to-survive) et le temps de récupération (time-to-recovery) de la chaîne d'approvisionnement, ce qui permet d'identifier les points faibles du système. Agir comme un ingénieur en repensant la chaîne d'approvisionnement comme sur la planche à dessin, souvent en créant des redondances (par exemple, l'approvisionnement multiple), renforce la résilience. À court terme, une chaîne d'approvisionnement peut être considérée comme un système relativement rigide. L'idée de persistance d'une chaîne d'approvisionnement qui découle de la résilience de l'ingénierie a donc un sens à court terme. Cependant, cette approche a ses limites à moyen et long terme.

### Résilience au sens de résilience socio-écologique

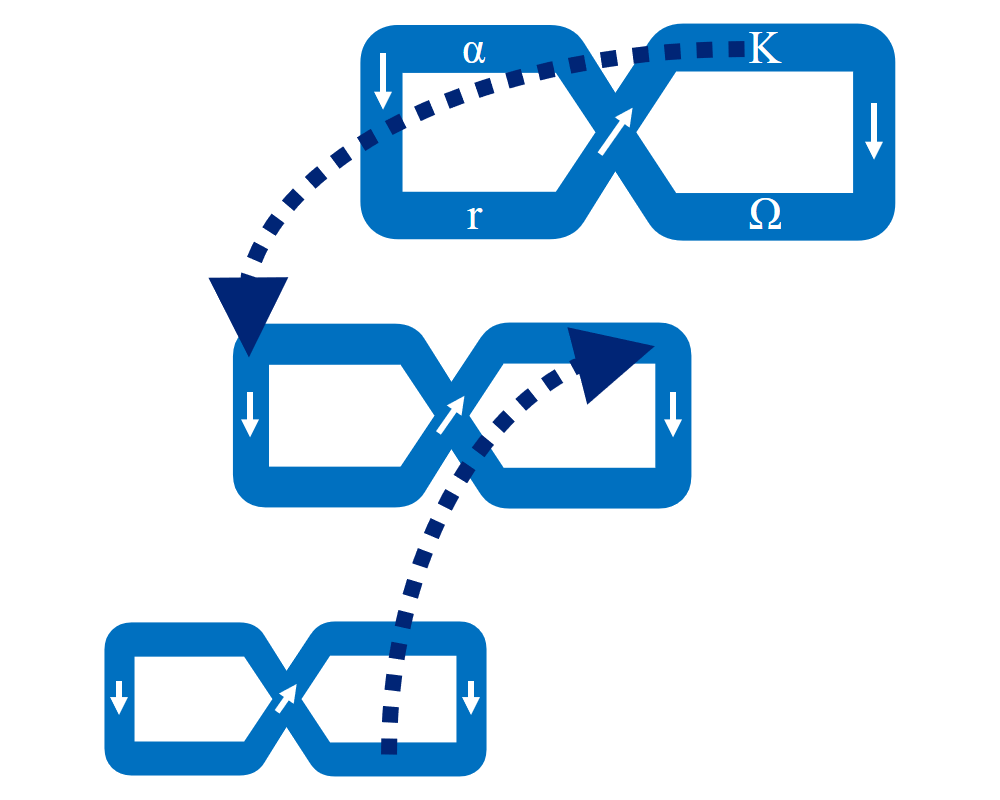
La résilience des systèmes socio-écologiques change dans les quatre phases de chaque cycle adaptatif. Cela s'applique à tous les niveaux d'une panarchie séparément.

La résilience socio-écologique (social-ecological resilience) remonte à la résilience écologique, en y ajoutant les décideurs humains et leurs interactions sociales. Une chaîne d'approvisionnement est ainsi interprétée comme un système socio-écologique qui - semblable à un écosystème (par exemple la forêt) - est capable de s'adapter en permanence aux conditions environnementales extérieures et - grâce à la présence d'acteurs sociaux et à leur capacité d'anticipation - également à se transformer. dans un système fondamentalement nouveau. Cela conduit à une interprétation panarchique d'une chaîne d'approvisionnement, en l'intégrant dans un système de systèmes, permettant d'analyser les interactions de la chaîne d'approvisionnement avec des systèmes qui fonctionnent à d'autres niveaux (par exemple, la société, l'économie politique, la planète Terre). Par exemple, la chaîne d'approvisionnement de Tesla peut être qualifiée de résiliente car elle reflète la transformation des moteurs à combustion interne en moteurs électriques, qui repose sur la capacité des acteurs humains à prévoir les changements à long terme de la planète dans le contexte de la crise climatique et pour les mettre en œuvre dans un modèle économique. Contrairement à l'ingénierie de la résilience, la chaîne d'approvisionnement n'est pas interprétée comme un système qui doit être stabilisé dans un état fixe (focus: persistance), mais comme un système fluide ou même comme un processus fluide qui interagit avec le reste du monde (focus: adaptation, transformation).